# Pseudofumea
Pseudofumea é um gênero de mariposa pertencente à família Acrolophidae.